# 太虛拳
太虛拳，廣東拳術，為中國武術流派之一，屬於武當派分支，是廣東非物質文化遺產。

## 源流
太虚拳源自武当内家拳，根据太虚拳前辈伍德文《太虚拳经》等遗作整理，太虚拳与太极拳同源异流，其理均一，同樣是武當派祖師張三丰所創，在雍正年間傳入皇宮，直到咸豐年間，廣東新會人伍榮羽在北京向咸豐皇帝一名皇叔學得此拳，但也僅在家族中秘傳，歷經數代後正式創立門派對外傳授太虛拳

## 介紹
以后发先至为战术原则，强调轻灵圆活的技击方法和贵化不贵抗的技击效果。太虚拳技法完整精妙，掌有四极（螺旋、撩、挑、俯），手含八极（穿，扒、喷、浑、反，押，抗，割），可打六月争（拨、挑、批、冚、括、横）。腰法有弹腰、浑腰、摆腰三种；步法分座山马、吊马、前驰马、后驰马、冲锋步、斜步、短步、迫步、绞花步、踏步、仙人步、分身步、翻身步、敛步、曲步、连珠步、蹦步、追步十八种，以座山马为特色。姿势分五行八卦合十三势，身为五弓，式分八卦，每卦八式，合共六十四个式。

## 套路
拳法有慢拳（以弓步为主）、快拳（以座山马为主）两种，慢拳可发单劲（柔劲），快拳可发六劲（强劲）。太虚拳现存拳法六十四式、棍法二十三式，还有八卦养生功法一套。常用器械有太虚穿鱼棍（穿俞棍）、太虚双刀。

## 來源
1. 1 2  .   [2022-12-24]. （原始内容存档于2022-12-24）.
2. ↑  .   [2022-12-24]. （原始内容存档于2023-01-18）.